# Halálozások 1945-ben
Ez a szócikk az 1945-ös évben elhunyt nevezetes személyeket sorolja fel.

## December
| Dátum        | Név                | Foglalkozás / tisztség                                                   | Kor | Forrás |
| ------------ | ------------------ | ------------------------------------------------------------------------ | --- | ------ |
| december 21. | George Patton      | amerikai katonatiszt, második világháborús tábornok                      | 060 |        |
| december 16. | Konoe Fumimaro     | japán politikus, miniszterelnök                                          | 054 |        |
| december 15. | Szabó-Patay József | biológus, entomológus muzeológus                                         | 058 | —      |
| december 13. | Irma Grese         | Auschwitz-Birkenau női táborának felügyelője, háborús bűnös              | 022 |        |
| december 13. | Josef Kramer       | német SS-Hauptsturmführer, a bergen-belseni koncentrációs tábor vezetője | 039 |        |
| december 4.  | Weisz Richárd      | olimpiai bajnok (1908) birkózó                                           | 066 |        |
| december 2.  | Zentay Dezső       | statisztikus, közíró                                                     | 057 |        |
| december 1.  | Anton Dostler      | német katonatiszt, gyalogsági tábornok                                   | 054 |        |

## November
| Dátum        | Név            | Foglalkozás / tisztség                                                    | Kor | Forrás |
| ------------ | -------------- | ------------------------------------------------------------------------- | --- | ------ |
| november 30. | Trefán Leonárd | erdélyi magyar ferences szerzetes, római katolikus egyházi író, elbeszélő | 069 |        |
| november 25. | Sziklay János  | hírlapíró, író, műfordító                                                 | 088 | —      |
| november 17. | Venczell Béla  | operaénekes (basszus), színész                                            | 063 |        |
| november 16. | Janovics Jenő  | színész, rendező, színigazgató, forgatókönyvíró                           | 072 |        |
| november 10. | John W. Thomas | amerikai politikus, szenátor                                              | 071 |        |
| november 6.  | Török Irma     | színésznő                                                                 | 070 |        |

## Október
| Dátum       | Név             | Foglalkozás / tisztség                                                         | Kor | Forrás |
| ----------- | --------------- | ------------------------------------------------------------------------------ | --- | ------ |
| október 25. | Robert Ley      | náci német politikus, a Német Munkafront vezetője, háborús bűnös               | 055 |        |
| október 24. | Vidkun Quisling | norvég szélsőjobboldali katonatiszt, politikus, a kollaboráns kormány vezetője | 058 |        |
| október 19. | N. C. Wyeth     | amerikai realista festő, illusztrátor                                          | 062 |        |
| október 15. | Pierre Laval    | francia politikus, miniszterelnök, a Vichy-kormány vezetője                    | 062 |        |
| október 8.  | Felix Salten    | magyar származású osztrák író (Bambi)                                          | 076 |        |

## Szeptember
| Dátum          | Név            | Foglalkozás / tisztség                                                 | Kor | Forrás |
| -------------- | -------------- | ---------------------------------------------------------------------- | --- | ------ |
| szeptember 26. | Bartók Béla    | posztumusz Kossuth-díjas zeneszerző, zongoraművész, népzenekutató      | 064 |        |
| szeptember 22. | Vikár Béla     | etnográfus, műfordító (Kalevala), eszperantista, az MTA levelező tagja | 086 |        |
| szeptember 15. | André Tardieu  | francia újságíró, politikus, diplomata, miniszterelnök                 | 068 |        |
| szeptember 15. | Anton Webern   | osztrák zeneszerző és karmester                                        | 061 |        |
| szeptember 13. | Szily Aurél    | szemészorvos                                                           | 065 |        |
| szeptember 13. | Timkó György   | botanikus, etnográfus                                                  | 064 |        |
| szeptember 6.  | Vázsonyi János | ügyvéd, újságíró, liberális polgári politikus                          | 045 | [ 1 ]  |
| szeptember 5.  | Viski Károly   | néprajztudós, a Magyar Tudományos Akadémia tagja                       | 062 |        |
| szeptember 2.  | Szabados Árpád | erdélyi magyar színműíró, színházi rendező                             | 048 |        |

## Augusztus
| Dátum         | Név                  | Foglalkozás / tisztség                                     | Kor | Forrás |
| ------------- | -------------------- | ---------------------------------------------------------- | --- | ------ |
| augusztus 27. | Teleki József        | országgyűlési képviselő, főrendiházi tag                   | 085 |        |
| augusztus 26. | Vágó József          | válogatott labdarúgó, jobbhátvéd                           | 039 | —      |
| augusztus 26. | Franz Werfel         | osztrák író                                                | 054 |        |
| augusztus 18. | Szily Pál            | orvos, biokémiai kutató                                    | 067 |        |
| augusztus 18. | Robert Theuermeister | német író                                                  | 062 | —      |
| augusztus 17. | Vendl Mária          | minerológus                                                | 055 |        |
| augusztus 11. | Stefan Jaracz        | lengyel színész, rendező, színházigazgató, publicista      | 061 |        |
| augusztus 9.  | Jan Szembek          | lengyel diplomata                                          | 064 |        |
| augusztus 9.  | Toszaka Dzsun        | japán materialista filozófus                               | 044 |        |
| augusztus 3.  | Terhes Gyula         | erdélyi magyar nyomdász, lapszerkesztő, szakíró            | 063 |        |
| augusztus 2.  | Pietro Mascagni      | olasz zeneszerző, operaszerző (Parasztbecsület), karmester | 081 |        |
| augusztus 1.  | Csortos Gyula        | színművész                                                 | 062 |        |

## Július
| Dátum      | Név               | Foglalkozás / tisztség                           | Kor | Forrás |
| ---------- | ----------------- | ------------------------------------------------ | --- | ------ |
| július 27. | Toronyi Gyula     | operaénekes (tenorista)                          | 072 | [ 2 ]  |
| július 20. | Paul Valéry       | francia költő, esszéíró, irodalomkritikus        | 073 |        |
| július 19. | Turányi Alajos    | színész                                          | 055 | —      |
| július 19. | Avgusztin Volosin | ruszin nemzetiségű görögkatolikus pap, politikus | 071 |        |
| július 19. | Heinrich Wölfflin | svájci művészettörténész                         | 081 |        |
| július 27. | Szirmai Imre      | színész, színházigazgató                         | 085 |        |
| július 3.  | Váry Sándor       | ökölvívó, birkózó, pankrátor és zeneszerző       | 036 | —      |

## Június
| Dátum      | Név              | Foglalkozás / tisztség                                                            | Kor | Forrás |
| ---------- | ---------------- | --------------------------------------------------------------------------------- | --- | ------ |
| június 22. | Usidzsima Micuru | japán tábornok a Császári Hadseregben, a második világháború végén Okinava védője | 067 |        |

## Május
| Dátum     | Név                 | Foglalkozás / tisztség                                                       | Kor | Forrás |
| --------- | ------------------- | ---------------------------------------------------------------------------- | --- | ------ |
| május 23. | Heinrich Himmler    | nemzetiszocialista német politikus, katonatiszt, az SS és a Gestapo vezetője | 044 |        |
| május 23. | Szentgáli Károly    | numizmatikus                                                                 | 066 |        |
| május 22. | Vermes Lajos        | sportoló, oktató, sportszervező, kerékpáros                                  | 084 |        |
| május 12. | Nádler Henrik       | válogatott labdarúgó                                                         | 043 |        |
| május 8.  | Ernst-Günther Baade | német altábornagy                                                            | 047 |        |
| május 8.  | Spóner Rudolf       | tisztviselő, karpaszományos őrmester, háborús bűnös                          | 049 |        |
| május 8.  | Ante Vokić          | horvát politikus és katonatiszt                                              | 035 | —      |
| május 5.  | Vándor Lajos        | költő, lapszerkesztő                                                         | 031 |        |
| május 2.  | Martin Bormann      | náci német politikus, miniszter, a pártkancellária vezetője                  | 044 |        |
| május 1.  | Joseph Goebbels     | német politikus, a Német Birodalom propagandaminisztere                      | 047 |        |
| május 1.  | Magda Goebbels      | Joseph Goebbels felesége, Adolf Hitler támogatója                            | 043 |        |
| május 1.  | Muray Lipót         | alezredes, háborús bűnös                                                     | 058 |        |
| május 1.  | Heinrich Müller     | német rendőrtiszt, a Gestapo vezető hivatalnoka                              | 045 |        |

## Április
| Dátum       | Név                   | Foglalkozás / tisztség                                                                        | Kor | Forrás |
| ----------- | --------------------- | --------------------------------------------------------------------------------------------- | --- | ------ |
| április 30. | Eva Braun             | Adolf Hitler szeretője, majd felesége                                                         | 033 |        |
| április 30. | Adolf Hitler          | osztrák születésű német nemzetiszocialista politikus, kancellár, diktátor                     | 056 |        |
| április 29. | Szijj Bálint          | politikus, nemzetgyűlési képviselő, a Felsőház örökös tagja, a kisgazdapárt alapító elnöke    | 077 | —      |
| április 29. | Vidor Dezső           | színész, rendező, színházi titkár, színészpedagógus, színháztörténész                         | 075 |        |
| április 28. | Benito Mussolini      | olasz fasiszta politikus, miniszterelnök                                                      | 061 |        |
| április 28. | Christa Tordy         | német színésznő                                                                               | 040 |        |
| április 23. | Vajda M. Pál          | magyar fotóriporter, fotóművész                                                               | 071 | —      |
| április 21. | Tarányi Ferenc        | főispán, nagybirtokos, nemzetgyűlési képviselő, felsőházi tag, törvényhatósági bizottsági tag | 066 | —      |
| április 20. | Paul Thümmel          | német titkosszolgálati tiszt, az Abwehr munkatársa, később kettős ügynök                      | 043 |        |
| április 20. | Dragiša Vasić         | szerb jogász, író és publicista                                                               | 059 | —      |
| április 18. | Vilmos                | albán fejedelem                                                                               | 069 |        |
| április 17. | Tanárky Árpád         | kórházi igazgató-főorvos                                                                      | 081 |        |
| április 14. | Terenc Toçi           | arberes születésű albán politikus, publicista, jogász                                         | 065 |        |
| április 12. | Franklin D. Roosevelt | amerikai politikus, az Egyesült Államok 32. elnöke                                            | 063 |        |
| április 12. | Urbanics Kálmán       | vármegyei aljegyző, szolgabíró, országgyűlési képviselő                                       | 060 | —      |
| április 9.  | Wilhelm Canaris       | német tengernagy, az Abwehr parancsnoka                                                       | 058 |        |
| április 8.  | Josef Weinheber       | osztrák költő, elbeszélő és esszéista                                                         | 053 |        |
| április 2.  | Apor Vilmos           | püspök, vértanú                                                                               | 053 |        |

## Március
| Dátum          | Név                | Foglalkozás / tisztség                                               | Kor | Forrás |
| -------------- | ------------------ | -------------------------------------------------------------------- | --- | ------ |
| ismeretlen nap | Anne Frank         | német zsidó kislány, akit naplója tett világhírűvé                   | 015 |        |
| március 31.    | Hans Fischer       | Nobel-díjas német vegyész                                            | 063 |        |
| március 29.    | Csik Ferenc        | olimpiai bajnok (1936) úszó, orvos, lapszerkesztő                    | 031 |        |
| március 26.    | David Lloyd George | angol politikus, miniszterelnök (1916–1922)                          | 082 |        |
| március 24.    | Magyary Zoltán     | köztisztviselő, társadalomkutató                                     | 056 |        |
| március 24.    | Szege Sándor       | szobrász, éremművész                                                 | 061 | —      |
| március 24.    | Techert Margit     | filozófus, filozófiatörténész                                        | 044 |        |
| március 23.    | Taussig Imre       | válogatott labdarúgó, csatár, jobbszélső                             | 050 | —      |
| március 18.    | Tarczay Ervin      | katona, harckocsiparancsnok                                          | 025 |        |
| március 14.    | Fényes Adolf       | festőművész                                                          | 077 |        |
| március 13.    | Tanfi Iván         | tanítóképző-intézeti igazgató, költő, tankönyvíró                    | 075 | —      |
| március 13.    | Vargha Imre        | közgazdász                                                           | 069 | —      |
| március 12.    | Friedrich Fromm    | német katonatiszt, vezérezredes                                      | 056 |        |
| március 12.    | Valkó István Pál   | gépészmérnök, matematikus                                            | 040 | —      |
| március 11.    | Paul Tissandier    | francia pilóta                                                       | 064 |        |
| március 3.     | Wollanka József    | régész, művészettörténész, az országos képtár segédőre               | 070 | —      |
| március 2.     | Engelmar Unzeitig  | német katolikus szerzetespap, ápoló a Dachaui koncentrációs táborban | 034 |        |

## Február
| Dátum       | Név                             | Foglalkozás / tisztség                                            | Kor | Forrás                                                       |
| ----------- | ------------------------------- | ----------------------------------------------------------------- | --- | ------------------------------------------------------------ |
| február 28. | Unger Emil                      | zoológus, ichthiológus, hidrobiológus                             | 061 |                                                              |
| február 27. | Vasvári Miklós                  | zoológus, ornitológus                                             | 046 | —                                                            |
| február 26. | Szurmay Sándor                  | királyi honvédtiszt, honvédelmi miniszter (1917–1918)             | 084 | —                                                            |
| február 25. | Szenes Ernő                     | színész, komikus                                                  | 055 | Archiválva 2022. december 1-i dátummal a Wayback Machine-ben |
| február 23. | Alekszej Nyikolajevics Tolsztoj | szovjet-orosz író                                                 | 062 |                                                              |
| február 19. | Szalai Oszkár                   | újságíró, meseíró                                                 | 065 | —                                                            |
| február 13. | Vető Miklós                     | költő, író                                                        | 026 |                                                              |
| február 10. | Szántó Menyhért                 | agrárpolitikai szakíró, politikus                                 | 084 |                                                              |
| február 9.  | Tompa Ferenc                    | régész, az MTA levelező tagja                                     | 052 |                                                              |
| február 6.  | Kertész Géza                    | válogatott labdarúgó, edző                                        | 050 |                                                              |
| február 6.  | Tóth Potya István               | válogatott labdarúgó, edző                                        | 053 |                                                              |
| február 5.  | Violette Szabo                  | francia-brit ügynök, ellenálló                                    | 023 |                                                              |
| február 4.  | Rotyis Péter                    | gépmunkás, tartalékos főtörzsőrmester, keretlegény, háborús bűnös | 054 |                                                              |
| február 4.  | Szívós Sándor                   | tartalékos szakaszvezető, keretlegény, háborús bűnös              | 051 |                                                              |
| február 2.  | Carl Friedrich Goerdeler        | német politikus, közgazdász, náciellenes aktivista                | 060 |                                                              |
| február 2.  | Vécsey Leó                      | író, újságíró, szerkesztő, műfordító                              | 051 |                                                              |

## Január
| Dátum      | Név                      | Foglalkozás / tisztség                                                                             | Kor | Forrás          |
| ---------- | ------------------------ | -------------------------------------------------------------------------------------------------- | --- | --------------- |
| január 31. | Vásárhelyi Domokos       | közigazgatási bíró, tanácselnök                                                                    | 085 | —               |
| január 30. | Varjú Elemér             | művelődéstörténész, muzeológus, könyvtáros, művészettörténész, földbirtokos, az MTA levelező tagja | 071 | [ 5 ]           |
| január 29. | Szabó Ilonka             | opera-énekesnő (szoprán)                                                                           | 033 |                 |
| január 29. | Szepesházy Bertalan      | katonatiszt, politikus, a szepességi magyarság szervezője                                          | 054 |                 |
| január 27. | Szerb Antal              | író, irodalomtörténész, műfordító                                                                  | 043 |                 |
| január 27. | Várady Ferenc            | megyei levéltáros, költő, újságíró                                                                 | 084 |                 |
| január 27. | Veress Pál               | matematikus, egyetemi tanár                                                                        | 051 |                 |
| január 25. | Temple Rezső             | ügyvéd, belügyminisztériumi államtitkár, országgyűlési képviselő                                   | 070 | —               |
| január 22. | Székely Tibor            | író, újságíró                                                                                      | 036 | [ halott link ] |
| január 22. | Vágó Dezső               | szobrász, iparművész, éremművész                                                                   | 062 |                 |
| január 22. | Vittorio Italico Zupelli | olasz tábornok és politikus, hadügyminiszter az első világháború idején                            | 085 |                 |
| január 20. | Toroczkai Wigand Ede     | népies stílusú építész, iparművész, szakíró                                                        | 075 | [ 6 ]           |
| január 15. | Török Lajos              | orvos, bőrgyógyász                                                                                 | 081 | [ 7 ]           |
| január 15. | Villányi László          | jogász, bíró                                                                                       | 041 | —               |
| január 14. | Vándor Sándor            | karmester, zeneszerző, eszperantista                                                               | 043 |                 |
| január 13. | Szabó Dezső              | magyar író, kritikus, publicista, tanár                                                            | 065 | —               |
| január 13. | Szőllős Henrik           | orvos, urológus-sebész                                                                             | 058 |                 |
| január 9.  | Székács Antal            | üvegkereskedő, gyártulajdonos, közgazdasági szakíró, felsőházi tag                                 | 082 | —               |
| január 9.  | Újvári József            | válogatott labdarúgó, kapus                                                                        | 040 | —               |
| január 7.  | Szécsi Ferenc            | író, nyelvész, művelődéstörténész, Szécsi Pál táncdalénekes édesapja                               | 041 | —               |
| január 5.  | Tost László              | csehszlovákiai magyar politikus, Kassa polgármestere, országgyűlési képviselő                      | 069 |                 |
| január 5.  | Vaszkó Ödön              | festőművész                                                                                        | 048 |                 |
| január 2.  | Takách-Tolvay József     | politikus, katonatiszt                                                                             | 068 |                 |